# Ambierle
Ambierle là một xã trong tỉnh Loire miền trung nước Pháp.